# Breda Ba.44
Il Breda Ba.44 era un biplano bimotore di linea a corto raggio prodotto dalla divisione aeronautica dell'azienda italiana Società Italiana Ernesto Breda a partire dalla metà degli anni trenta.
Derivato dal britannico De Havilland DH.89 Dragon Rapid, del quale la Breda aveva acquistato i diritti per la produzione su licenza, benché destinato al mercato dell'aviazione commerciale, dopo lo scoppio della Seconda guerra mondiale trovò utilizzo anche in campo militare nei reparti della Regia Aeronautica.

## Storia del progetto
Nel 1934 la Breda stipulò un contratto con la de Havilland per la costruzione su licenza del loro Dragon con la possibilità di introdurre alcune varianti. A differenza del modello britannico vennero utilizzati motori di produzione nazionale, il Colombo S.63, posizionando le gondole motore tra le due ali, queste in configurazione sesquiplana, con l'ala superiore leggermente più grande di quella inferiore.
Il prototipo volò per la prima volta nel giugno 1934 ai comandi del comandante Ambrogio Colombo confermando, pur risultando sottopotenziato, la bontà del progetto e delle modifiche in esso introdotte. Per ovviare al problema si ritenne di ritornare alla soluzione originale riposizionando le gondole motore sull'ala inferiore ed utilizzando i più potenti de Havilland Gipsy Six. Introdotte le nuove modifiche venne avviato alla produzione.
Dopo essere stato acquistato dalla Società Aerea Mediterranea, venne utilizzato dall'Ala Littoria a seguito dell'assorbimento di questa ed altre compagnie aeree italiane del periodo.

## Tecnica
Il Ba.44 era un velivolo caratterizzato dalla configurazione alare sesquiplana, realizzato in tecnica mista con struttura in tubi di acciaio saldati ed intelaiatura in legno rivestite in tela, tranne il muso, realizzato in un unico pezzo in lega leggera. La fusoliera era a sezione rettangolare, dotata di cabina di pilotaggio a due posti affiancati e di scompartimento passeggeri capace di 6 posti a sedere. Posteriormente la fusoliera terminava in una coda dall'impennaggio classico monoderiva di grandi dimensioni. Le ali, a scalamento positivo, erano di diversa misura, con l'inferiore leggermente spostata verso coda, collegate tra loro da una serie di montanti e tiranti in filo d'acciaio. La propulsione era affidata a due motori de Havilland Gipsy Six da 200 hp (149 kW) ciascuno, montati in due gondole fissate all'ala inferiore che integravano anche il carrello d'atterraggio anteriore, fisso e carenato, completato da un ruotino d'appoggio posteriore posto sotto la coda.

## Impiego operativo
Con l'entrata dell'Italia nella seconda guerra mondiale, i cinque esemplari prodotti per l'Ala Littoria vennero requisiti il 16 giugno 1940, quindi militarizzati e destinati alla 611ª Squadriglia trasporti della Regia Aeronautica per il trasporto truppe nelle operazioni nei Balcani prima nell'Invasione italiana dell'Albania e poi nella Campagna italiana di Grecia.

## Utilizzatori

### Civili
Italia
- Società Aerea Mediterranea
- Ala Littoria (10 esemplari)

### Militari
Italia
- Regia Aeronautica

 Paraguay
- Fuerzas Aéreas Nacional del Paraguay (3 esemplari ordinati ma consegnato solo 1)